# Malé Zlievce
Malé Zlievce (węg. Alsózellő) – wieś (obec) na Słowacji położona w kraju bańskobystrzyckim, w powiecie Veľký Krtíš. Pierwsze wzmianki o miejscowości pochodzą z 1307 roku.
Według danych z dnia 31 grudnia 2012 roku, wieś zamieszkiwało 279 osób, w tym 143 kobiet i 136 mężczyzn.
W 2001 roku rozkład populacji względem narodowości i przynależności etnicznej wyglądał następująco:
- Słowacy – 93,41%
- Czesi – 1,94%
- Romowie – 0,78%
- Węgrzy – 2,33%

Ze względu na wyznawaną religię struktura mieszkańców kształtowała się w 2001 roku następująco:
- Katolicy rzymscy – 52,33%
- Ewangelicy – 37,98%
- Ateiści – 7,75%
- Nie podano – 1,55%